# Mistrovství Evropy v zápasu ve volném stylu 1988
Mistrovství Evropy v zápasu ve volném stylu mužů proběhl v Manchesteru (Velká Británie) žen v Dijonu (Francie).

## Muži
| Kategorie | Zlato               | Stříbro           | Bronz             |
| --------- | ------------------- | ----------------- | ----------------- |
| 48 kg     | Vasilij Gogolev     | Romică Rașovan    | Marian Nedkov     |
| 52 kg     | Valentin Jordanov   | Volodimir Toguzov | Šaban Trstena     |
| 57 kg     | Sergej Beloglazov   | Ahmet Ak          | Stefan Ivanov     |
| 62 kg     | Stepan Sarkisjan    | Karsten Polky     | Simeon Šterev     |
| 68 kg     | Arsen Fadzajev      | Attila Podolszki  | Bejshchet Selimov |
| 74 kg     | Adlan Varajev       | Pekka Rauhala     | Rachmat Sukra     |
| 82 kg     | Juri Vorobjov       | Hans Gstöttner    | Alexandar Nanev   |
| 90 kg     | Macharbek Chadarcev | Mehmet Türkkaya   | Gábor Tóth        |
| 100 kg    | Leri Chabelovi      | Noel Loban        | Uwe Neupert       |
| 130 kg    | Aslan Jadarcev      | Atanas Atanasov   | Andreas Schröder  |

## Ženy
| Kategorie | Zlato              | Stříbro              | Bronz               |
| --------- | ------------------ | -------------------- | ------------------- |
| 44 kg     | Valérie Delvaux    | Brigitte Weigert     | Isabelle Poomarts   |
| 47 kg     | Ferouzia Cheufri   | Nadia Saïdi          | Lynie van der Holst |
| 50 kg     | Martine Poupon     | Anne Marie Halvorsen | Ève Joly            |
| 53 kg     | Sylvie van Gucht   | Sandrine Laroza      | Thinka Bergh        |
| 57 kg     | Jocelyne Sagon     | Isabelle Dourthe     | Runi Rodal          |
| 61 kg     | Brigitte Siffert   | Christelle Rieu      | Ine Barlie          |
| 65 kg     | Heidi Kleven       | Dörthe Pedersen      | Marie-Line Meurisse |
| 70 kg     | Georgette Jean     | Kirsten Borgen       | —                   |
| 75 kg     | Patricia Rossignol | —                    | —                   |